# Abel Fuentes
Abel Fuentes García (ur. 16 listopada 1993 w Juchitán de Zaragoza) – meksykański piłkarz występujący na pozycji środkowego obrońcy.